# Жариков, Леонид Михайлович
Леони́д Миха́йлович Жа́риков (Илья Милахиевич; 26 июля 1911, Юзовка — 6 марта 1985, Москва) — советский писатель. Отец актёра Евгения Жарикова (1941—2012).

## Биография
Илья Жариков родился 26 июля 1911 года на Пятнадцатой линии в рабочем посёлке Юзовка, где построил землянку отец Жарикова — уроженец бывшей Орловской губернии, рабочий-каменщик:
Дело в том, что мать и отец хотели назвать сына Лёней, но по церковным книгам ближайшим святым был Илья, и поп не захотел нарушать установленных порядков. Однако всю жизнь мальчика звали Лёней. Так это имя и закрепилось за ним.
Первым учителем Ильи Жарикова была мать, Александра Афанасьевна.

Летом 1920 года его родители умерли. До 15 лет мальчик жил в Калуге, в семье дяди — Петра Николаевича Жарикова. Летом Илья пас коров, зимой учился. В Калуге он вступил в пионеры.
Вернулся в Донбасс уже повзрослевшим подростком и поступил учеником токаря на бывший Юзовский завод. 

Был мобилизован комсомольской ячейкой механического цеха в числе нескольких парней и девушек для культурной работы в деревне. Для этой работы Илья окончил учительские курсы в Мариуполе и с комсомольской путёвкой приехал в сельскую школу хутора Весело-Ивановский.
Потом снова перемены: завод, рабфак, музыкально-театральный институт в Киеве. Когда в местном журнале был напечатан первый рассказ, Леонид получил путёвку в Литературный институт имени Горького в Москве.

### Книги
- «Огни Донбасса».
- «Пашка Огонь». Рассказ.
- Трилогия[2]:
  - 1938 — «Повесть о суровом друге», повесть о рабочем-подростке, о молодых борцах за дело революции на юге России; в окончательной редакции книга вышла в 1953 году.
  - «Червонные сабли». Повесть. Повесть «Червонные сабли» — продолжение … «Повести о суровом друге» писателя Леонида Жарикова. Из новой повести читатель узнает, как сложилась судьба Лёньки Устинова, отважного кавалериста-буденновца, как с саблей в руках он защищал Республику труда, как мстил врагам за смерть своего друга Васи Руднева, с которым плечо к плечу отважно сражался в «Повести о суровом друге»[1].
  - «Судьба Илюши Барабанова» — о становлении Советской рабоче-крестьянской республики.
- «Снега, поднимитесь метелью!» Повесть военных лет о героях-панфиловцах; весь тираж был отправлен на фронт[3].
- «Шахтёрское сердце». Сборник.

множество рассказов, повестей и очерков:

| - «Огни Донбасса», - «Песня о шахтёрах», - «Этюды углём», - «Великий первомаец» — документальная повесть, - «В моей шахтерской стороне: очерки, рассказы, сказки. Портреты и встречи», | - «Песни борьбы», - «Шахтёрские сказки», - «Битва на реке Кальмиус» - «О прожитом и пережитом» — документальная повесть - «Отчий дом», очерк - и другие. |

а также воспоминания о Ф. Гладкове, П. Беспощадном, Н. Ляшко, Н. Бирюкове и др.

«Великий первомаец» — документальная повесть об изобретателе первого угольного комбайна Бахмутском.

### Личная жизнь
Жена: Анна (22.09.1910—11.12.1985), учительница. Умерла в один год с мужем.
Шестеро детей, в их числе сын: Евгений Жариков (1941—2012), киноактёр.

Могила на Кунцевском кладбище

Скончался 6 марта 1985 года в Москве на 74-м году жизни. Похоронен на Кунцевском кладбище.